# Schloss Rantzau (Lübeck)

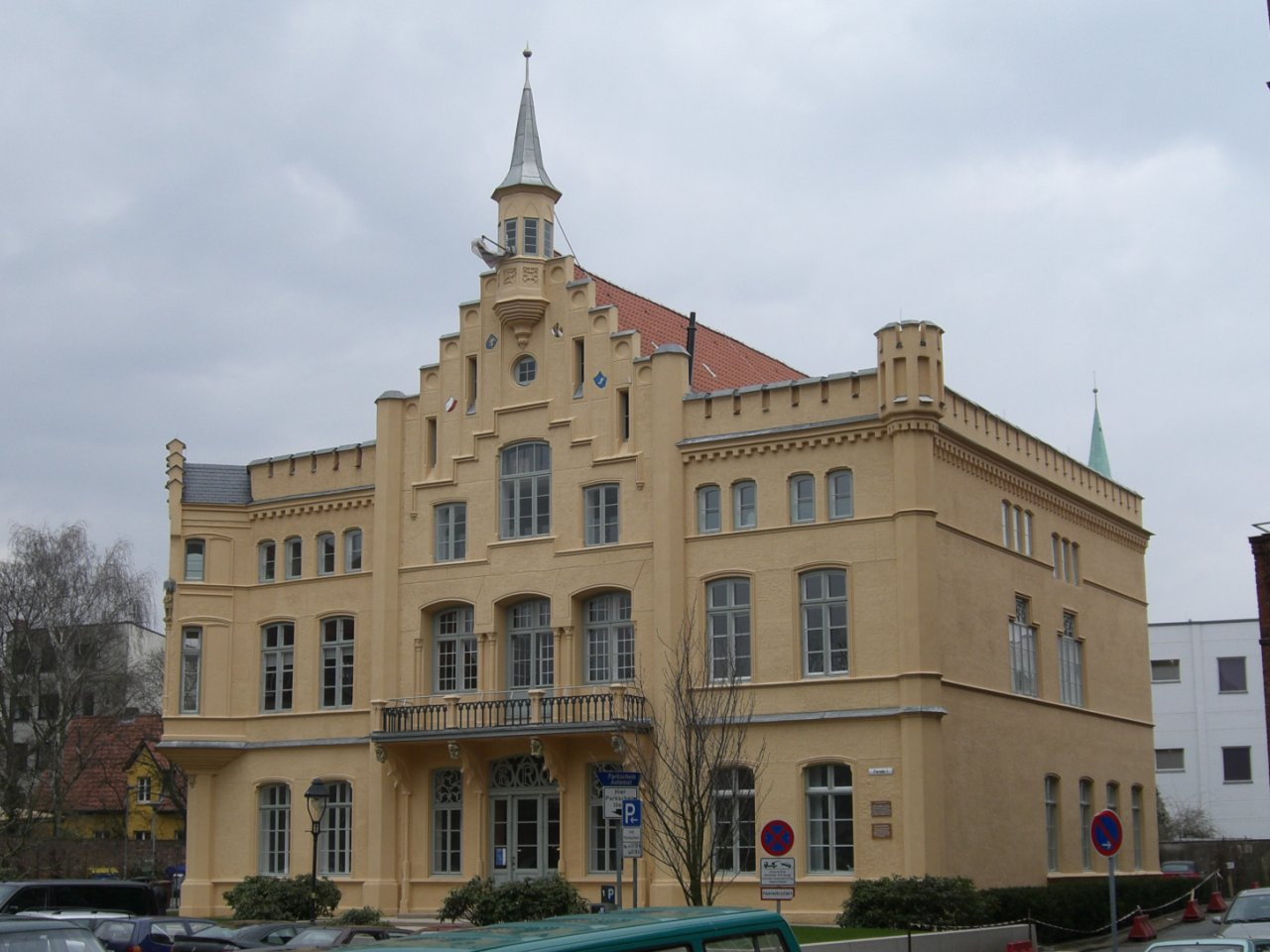
Schloss Rantzau an der Parade in Lübeck

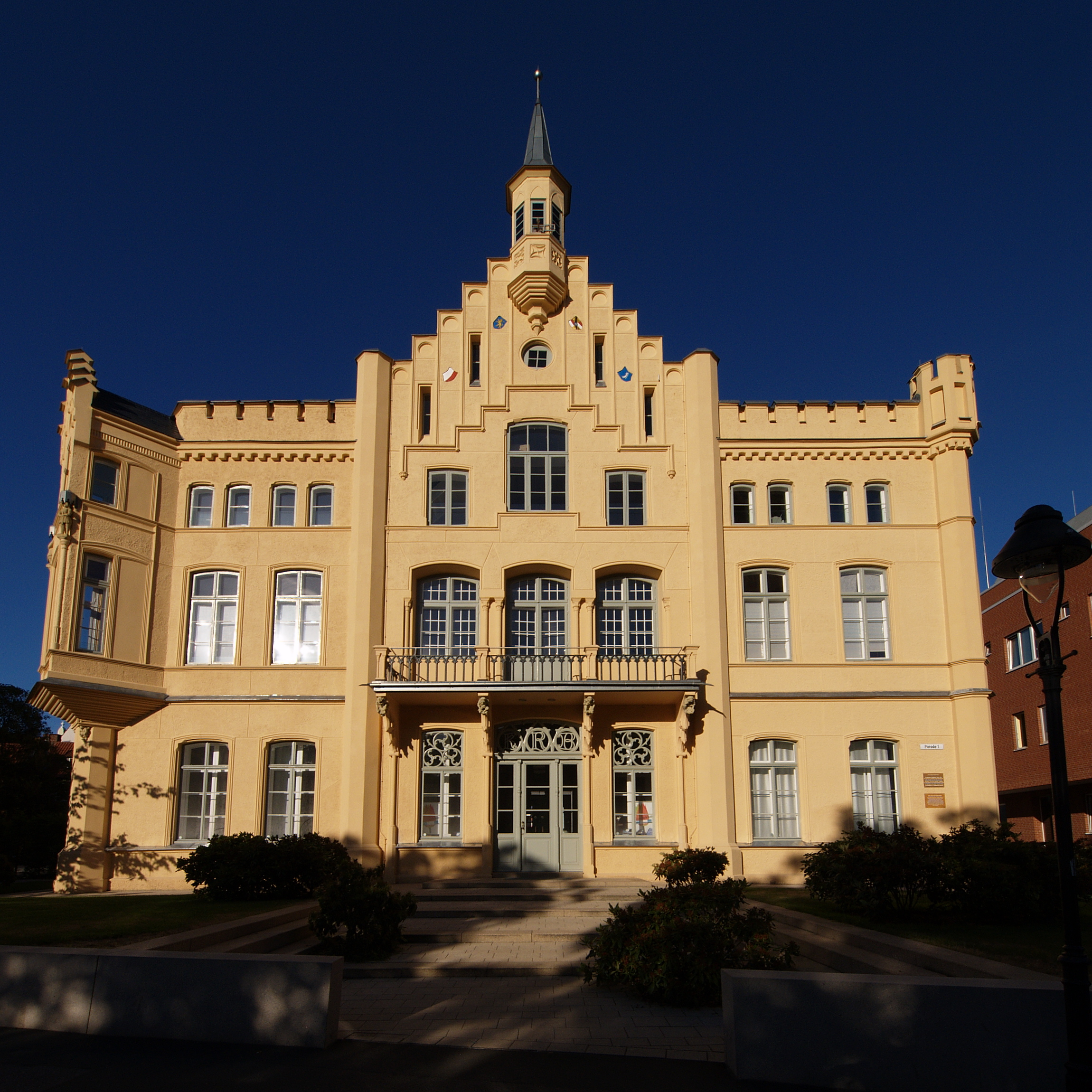
Details der Fassade

Das Palais Rantzau ist ein neugotisches Stadtpalais im Lübecker Dombezirk, das im Kern eine mittelalterliche Domherren-Kurie enthält. Das im Volksmund auch Schloss genannte Palais befindet sich in der Kapitelstraße an der Ecke zur Parade unweit des Lübecker Doms am ehemaligen Exerzierplatz des Lübecker Stadtmilitärs.

## Baugeschichte
Der Ursprung der Domherrenkurie geht ins 13. Jahrhundert zurück, in dem im Immunitätsbereich des Lübecker Doms Häuser für die Mitglieder des Domkapitels gebaut wurden. Nur hier durften im Mittelalter im Gegensatz zum ansonsten geltenden Stadtrecht, das eine Blockbebauung vorschrieb, frei stehende Gebäude errichtet werden. Nach der ersten Erwähnung des Grundstücks 1290 wurde es durch den Domherrn Mohr erstmals bebaut.
Der Kern des Gebäudes aus dem 13. Jahrhundert hatte wohl die Form eines Wohnturmes. Aus dem 15. Jahrhundert haben sich die backsteinsichtige Rückfassade und das gotische Gewölbe im Keller erhalten. Im Erkerzimmer finden sich Reste einer Holzvertäfelung mit Wappen und der Jahreszahl 1586. Aus dem frühen 17. Jahrhundert stammen bemalte Deckenbalken und barocke Türeinfassungen im Erdgeschoss. 1760 wurde das bis dahin langrechteckige dreigeschossige Gebäude durch zwei seitliche Anbauten zu einem fast quadratischen Grundriss erweitert und erhielt so ungefähr die heutige Größe.

## Eigentümer und Nutzer
Es ist die letzte erhaltene von ehemals 13 mittelalterlichen Domkurien in Lübeck. Die anderen wurden nach der Säkularisation des Hochstifts Lübeck im Reichsdeputationshauptschluss 1803 abgerissen. Auf einem der Kapitelsgrundstücke steht heute die Propsteikirche Herz Jesu, auf einem weiteren, unmittelbar neben dem Palais, befindet sich das Marienkrankenhaus.
Als sich das Lübecker Domkapitel 1803 auflöste, ging diese Domkurie in den Besitz der Stadt über. Der letzte Inhaber dieser Kurie war der Domherr und preußische Kammerherr Freiherr Franz Ludwig von Höveln, der das Haus 1804 räumte.
Ein in Eichenholz geschnitztes drei Glocken (oben zwei unten eine) enthaltendes Wappen des Domherren Jürgen Schrader sowie außerhalb des Schildes die Anfangsbuchstaben G. S. (Georg oder Jürgen Schrader) und die Jahreszahl 1586 erinnern an die Ausstattung der ehemaligen Domherrenkurie.
Den eben gewonnenen Besitz entäußerte die Stadt am 21. Februar 1805 öffentlich meistbietend im Schütting. Gemeint ist der alte Schonenfahrer-Schütting Ecke Mengstraße/Fünfhausen. Dort fanden durch beeidigte Makler solche Versteigerungen statt. Aus den Lübeckischen Anzeigen erfahren wir:
Protonotar Nicolaus Heinrich von Evers erwarb die Kurie für 34.000 Mark und sollte sie später an seinen Sohn, dem Lübecker Bürgermeister Christian Nicolaus von Evers, vererben. Zur Zeit von Bürgermeister Evers wohnte Königin Desideria von Schweden als sein Gast bei Besuchen in Lübeck in dieser ehemaligen Kurie. 1852 aus seinem Amt zurückgetreten, verkaufte Evers das große Haus.
Graf Kuno zu Rantzau-Breitenburg, der nach dem Tod seiner Frau Amalasuntha, geborene Bothmer (1810–1856), Erbjungfer auf Schloss Bothmer bei Klütz, das Schloss Bothmer verlassen musste, erwarb die Immobilie 1858 und ließ unter Einbeziehung der bestehenden Räume ein in Lübeck einmaliges adeliges Stadtpalais in romantisierenden, neugotischen Formen umbauen. Architekturelemente wie die Verwendung von halbachteckigen Türmchen, einem Erker an der Nordwestecke, Zinnenkranz, Treppengiebel und Maßwerk den schlossartigen Charakter prägen es und das mehrfach am Hause angebrachte rantzauische Wappen erinnerten an ihn. Während des Deutsch-Französischen Krieges gab er das Haus als Lazarett für Verwundete her.
1875 wurde es erneut verkauft und gelangte, nachdem es 1882 seinen Besitzer abermals gewechselt hatte, 1900 für 115.000 Mark wieder in den Besitz des Staates. Seinerzeit stellte dieser es für den Bau einer Schwimmhalle bereit.
Nun wurde es unter anderem von der 81. Infanterie-Brigade bis 1912 als Sitz genutzt, bevor sie ins Buddenbrookhaus zog. Vorübergehende Nutzung als Frauengewerbeschule. Im Juni 1939 bezogen das Eichamt Lübeck die Räume im Erdgeschoss und das Gewerbeaufsichtsamt Lübeck die oberen Räume. Beide Behörden verließen Ende des Jahres 1966 das Gebäude. Anschließend bis Ende der 1990er Jahre wurde es Dienstsitz des Lübecker Amtes für Denkmalpflege. Der Rokokosaal diente als Sitzungs- und Vortragssaal.
2002 wurde das Haus von der Deutschen Stiftung Denkmalschutz übernommen, die es bis 2005 restaurierte. Bis 2019 war es Sitz der Verwaltung des Schleswig-Holstein Musik Festival.

## Rokokosaal
Decke und Wände, letztere in 4/5 ihrer Gesamthöhe, sind mit leichten fein ausgeführten Stuck überzogen. Die einzelnen Wandteile sind in Füllungen aufgelöst, die von einfachen Stäben in Verbindung mit Rokoko-Voluten eingefasst werden. Die mittlere der Füllungen enthält immer reiche, zierlich hängend angebrachte Embleme der Astronomie, Musik und Baukunst. Über den 3 Türen sieht man ebenfalls in Stuck Supraporten. unter der Verwendung von Putten verkörpern sie die Malerei, Musik und Baukunst. Der Stuck an den Decken ist in deren Ecken besonders reichhaltig. Die Attribute der Malerei, Bildhauerei und Musik umschließen in einer Ecke eine portraitartige Büste einer Frau, während in den anderen Sinnbilder der Mathematik, Astronomie oder der Baukunst die eines Mannes umgeben. Die den Fenstern gegenüberliegenden Ecken sind abgeschrägt und enthalten je eine runde Nische die einst die Öfen aufnahmen. Der in einer von ihnen stehende Stockelsdorfer Ofen wurde nach Hamburg verkauft. Das untere Fünftel der Wände bedeckt eine Holzverkleidung. Diese wie die Türen sind in Füllungen, die in der Mitte eine zierliche Rokokovolute schmückt aufgelöst.
Der Schöpfer des Stockwerkes,  der aus der Attendorner Stuckateursfamilie Metz stammende Johann Nepomuk (1734–1804), war ein Meister in seinem Fach. Auf der Supraporte, welche die Malerei darstellt, hat er mit „J. R. Metz. Fecit 1762“ signiert. Dieser stattete 1766 in der Ratzeburger Probstei auch den großen Festsaal im Obergeschoss mit Rokokostuckwerk aus. In Westfalen und Hessen finden sich ebenfalls Stuckwerke aus seiner Hand.

Rokokosaal 1922
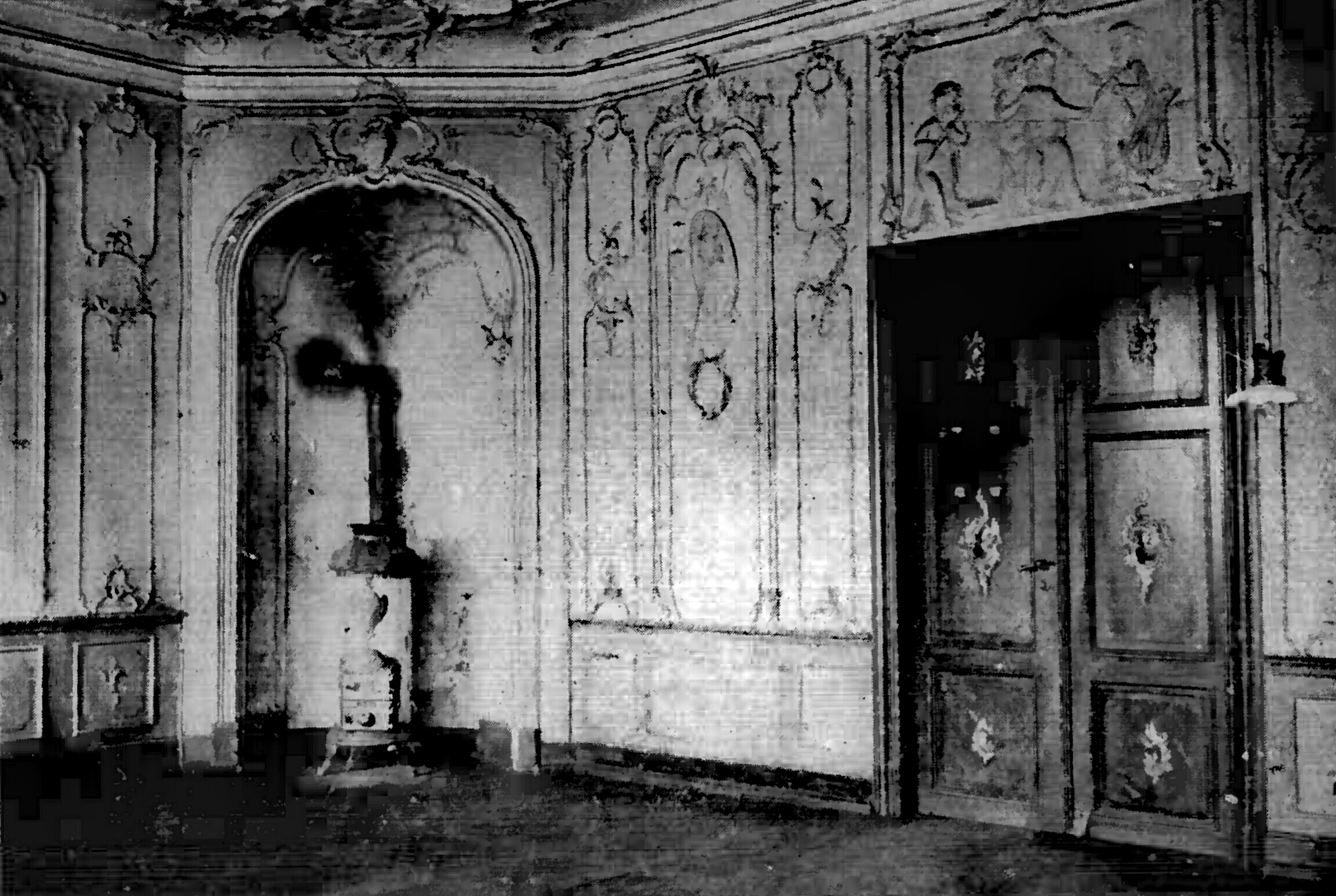
Nordostecke
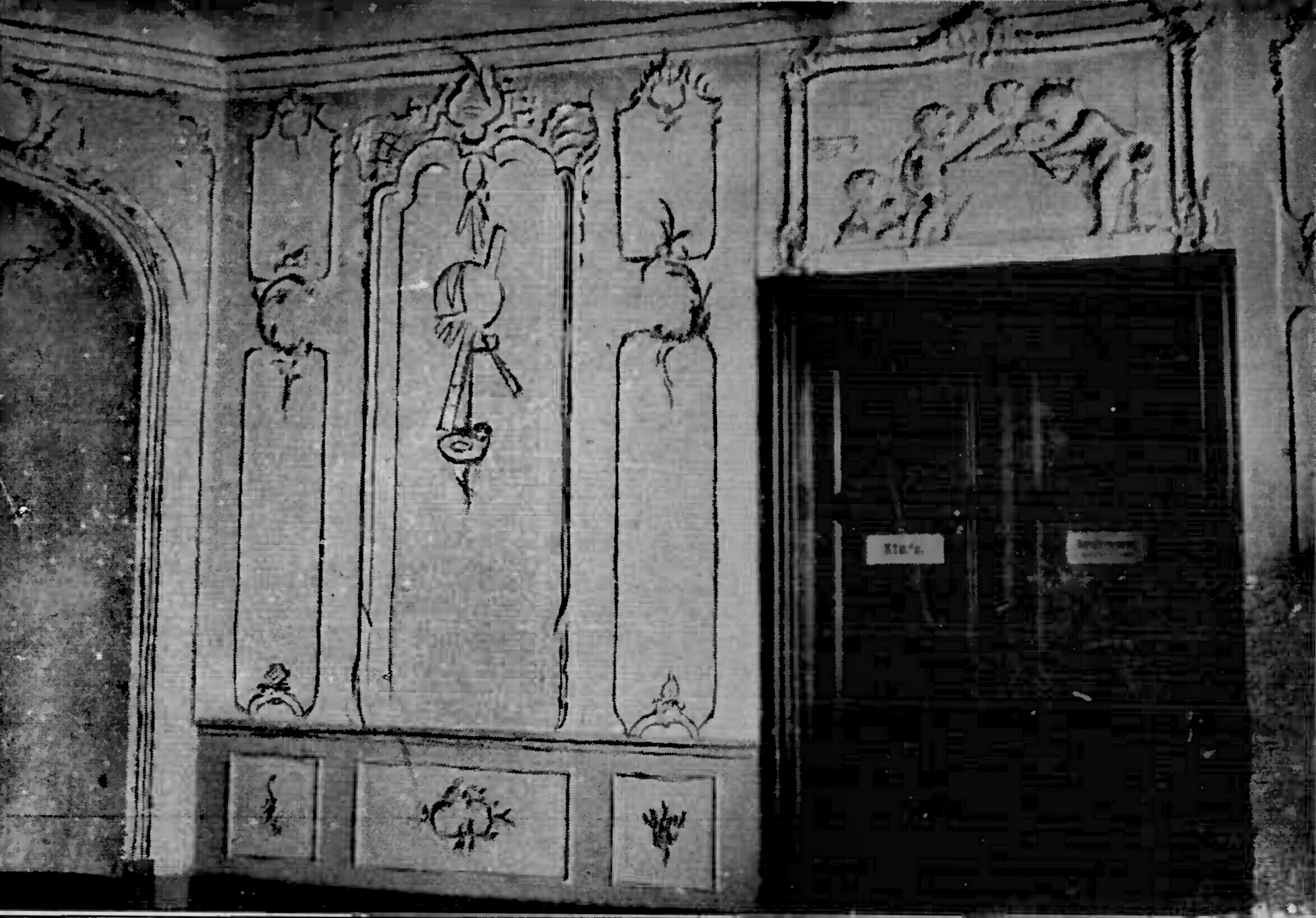
Südwand
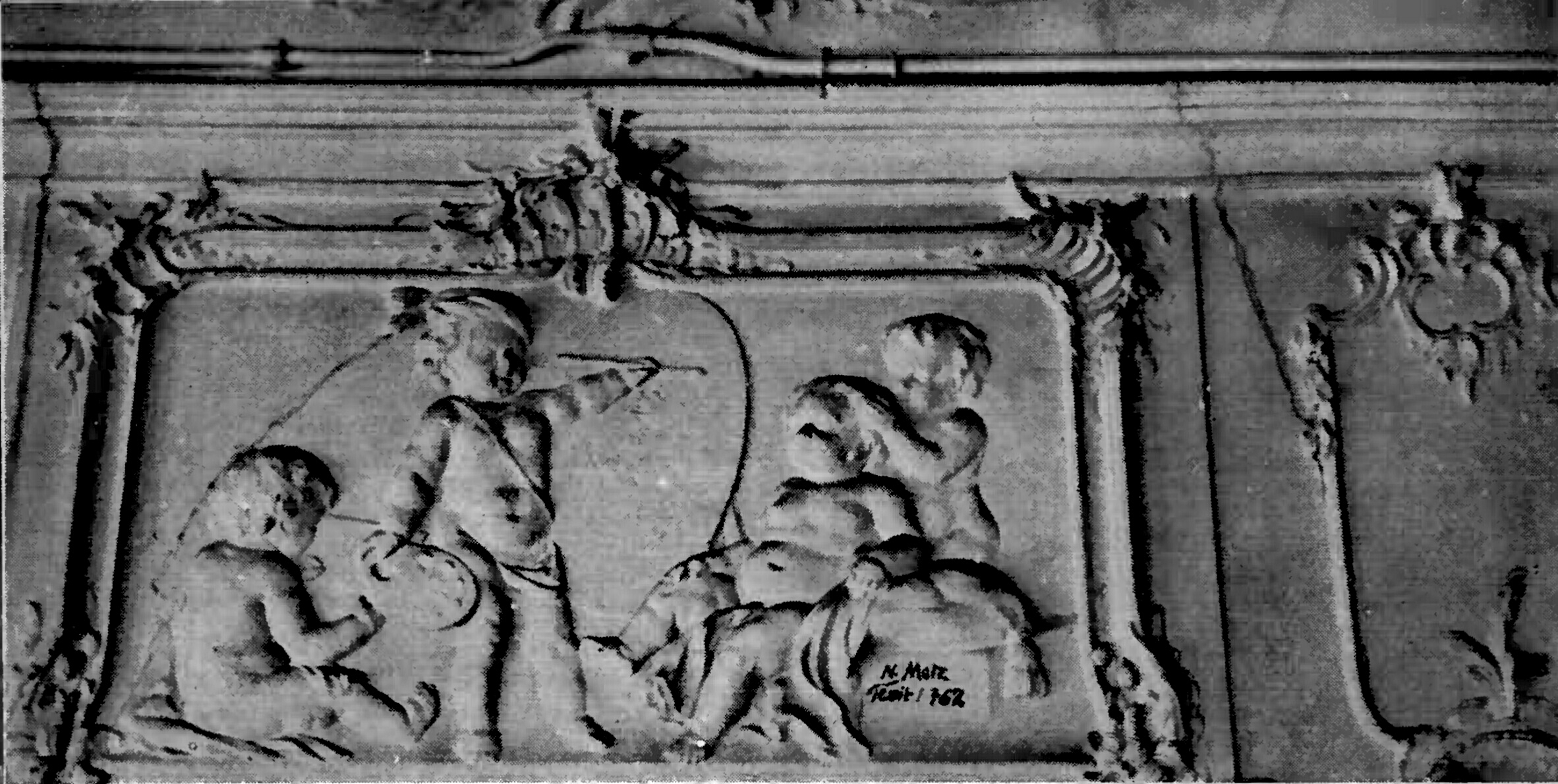
Supraporte der Nordtür

## Belege
1. ↑  Uwe Kröger: Eichamt Lübeck, Entstehung und Entwicklung einer kleinen Behörde in der Hansestadt Lübeck. In: Zeitschrift für Lübeckische Geschichte. Band 77, 1997, S. 114–139.
2. ↑  Bernhard Schlippe: Johann Nepomuk Metz und sein Lübecker Rokokosaal im Schloß Rantzau. In: Der Wagen. 1961, S. 43–48, hier S. 48.